# Борн, Жан де Дюрфор
Жан де Дюрфор (фр. Jean de Durfort; ум. 1613), сеньор де Борн — французский генерал.

## Биография
Происходил из линии сеньоров де Борн дома Дюрфоров. Сын Армана де Дюрфора, сеньора де Борна, Сен-Жюста и Ваца, и Мари де Лаланд.
Сеньор де Борн, Сен-Жюст и Вац, государственный советник, генерал-лейтенант артиллерии Франции, сенешаль Родеза.
В завещании, составленном его отцом 20 октября 1567, был назначен универсальным наследником.
Участвовал в осаде Ла-Рошели, битвах при Жарнаке, Кутра, в осаде Руана.
5 января 1597 был пожалован в рыцари орденов короля, после того как представил доказательства знатного происхождения назначенным комиссарами господам де Ламот-Фенелону и де Гондрену, командорам орденов.
Пуллен де Сен-Фуа пишет, что один из друзй Дюрфора удивлялся, почему тот при своей знатности и долгой службе так нигде и не получил губернаторства. «Это потому, — ответил сеньор де Борн, — что я провожу меньше времени при дворе, чем при осадах и в сражениях». Он получил три серьезные раны при осаде Онфлёра в 1589-м.
Относительно должности генерал-лейтенанта артиллерии, функции которого были непонятны уже в его время, Пуллен де Сен-Фуа ссылается на второй том «Истории французской милиции» отца Даниеля, который подтверждает, что такая должность действительно существовала и пишет, что на нее назначали людей высокой квалификации.

## Семья
Жена (контракт 4.04.1574): Луиза де Полиньяк, дочь Кристофа де Полиньяка, сеньора д'Экуйё, и Рене Грийе
Дети:
- Арман (ум. 1597), сеньор де Борн, капитан гвардии маршала Бирона, убит при осаде Амьена
- Арман-Леон, сеньор де Борн и Белабр, сюринтендант фортификаций. В 1613 году был пожалован в рыцари орденов короля, но орден Святого Духа не получил. Генерал-лейтенант артиллерии Франции (18.02.1616), после отставки отца. Жена (контракт 21, 27 и 28.12.1605): Люкрес де Бетюн, дочь Флорестана де Бетюна, сеньора де Коньи, и Люкрес де Кот
- Мари. Муж 1): Клод Пот, сеньор де Шато-Домпьер в Ла-Марше; 2): Изаак дю Мен, барон дю Бур в Керси